# ハンス＝マルティン・シュナイト
ハンス＝マルティン・シュナイト（Hanns-Martin Schneidt, 1930年12月6日 - 2018年5月28日）は、ドイツのバイエルン州キッツィンゲン生まれの指揮者。

## 略歴
ライプツィヒ・聖トーマス教会合唱団に入団。ギュンター・ラミンに師事。その後ミュンヘン音楽大学で指揮・作曲・オルガン・音楽学を学ぶ。1955年、ベルリン教会音楽学校長に就任。ベルリン・バッハ・コレギウム、カイザー・ヴィルヘルム記念教会バッハ合唱団を設立。1963年、ヴッパータール市立劇場音楽総監督に就任。
1984年、1981年に亡くなったカール・リヒターの後任として、ミュンヘン・バッハ管弦楽団、ミュンヘン・バッハ合唱団の芸術監督に就任、同団の危機を救う。以来2001年までその任を務める。その後名誉指揮者に就任。1995年、国立ドイツ・ユースオーケストラ（DMO）を設立。
1997年、東京フィルハーモニー交響楽団の協力のもとに設立されたシュナイト・バッハ合唱団の芸術監督に就任。2001年より東京藝術大学外国人客員教授に就任。
2002年4月より神奈川フィルハーモニー管弦楽団の首席客演指揮者に就任。
2007年4月から2009年3月まで神奈川フィルハーモニー管弦楽団音楽監督。
晩年にはドイツでの活動を休止し、日本での活動にのみ力を注いでいたが、健康上の理由により2009年9月以降は活動を休止した。2018年没。
宗教音楽のみならず、管弦楽曲、劇場音楽の指揮にも造詣が深く、また教育者としても高い評価を受けている。ルター派の敬虔な信徒でもある。初来日は1990年。